# Philipp von Brunnow
Philipp von Brunnow (Dresda, 31 agosto 1797 – Darmstadt, 12 aprile 1875) è stato un politico russo, di origini tedesche.

## Biografia
Di origini tedesche ma trapiantato in Russia, il barone Philipp von Brunnow studiò tra il 1815 ed il 1818 all'Università di Lipsia laureandosi in giurisprudenza e scienze politiche per poi decidere di intraprendere la carriera diplomatica al servizio dell'Impero russo. Tra il 1828 ed il 1829 prese parte alla campagna contro i turchi come commissario civile e dal 1839 fu ambasciatore a Stoccarda per poi passare dal 1840 alla sede diplomatica di Londra. Grazie alla sua mediazione, il 15 luglio 1840 venne siglato l'accordo tra Russia, Impero austriaco, Prussia e Regno Unito col quale si concordava la pace nel Medio Oriente.
Altra sua opera di importante mediazione è rappresentata dal Trattato di Londra dell'8 maggio 1852 col quale vennero sanciti i rapporti tra Russia, Regno Unito e Prussia sull'Europa settentrionale. Trasferito alla sede d'ambasciata di Francoforte nel 1855, presenziò all'Assemblea federale. In collaborazione col conte Orlov rappresentò la Russia alla Conferenza di Parigi del 1856 per poi passare alla sede diplomatica di Berlino dal 1857, facendo ritorno già dal marzo del 1858 a Londra, sempre come ambasciatore.
Durante questi anni riuscì a recuperare i buoni rapporti tra Russia e Gran Bretagna, in particolare nel 1863 nel corso dei negoziati sulla Polonia.
Nel 1864 rappresentò nuovamente l'Impero russo alla conferenza sulla causa dello Schleswig-Holstein, ove ebbe l'occasione di difendere con zelo gli interessi della Danimarca. Nel 1867 fu tra i firmatari del Trattato di Londra del 1867 sulla questione del Lussemburgo. Dal 1870 venne trasferito come ambasciatore a Parigi e poi di nuovo venne trasferito a Londra.
Nel 1871 lo zar lo elevò al titolo di conte e dal luglio del 1874 von Brunnow decise di ritirarsi dalla vita privata, dimettendosi dal suo incarico di ambasciatore per poi morire a Darmstadt nel 1875.